# SS-Kaserne (Nürnberg)

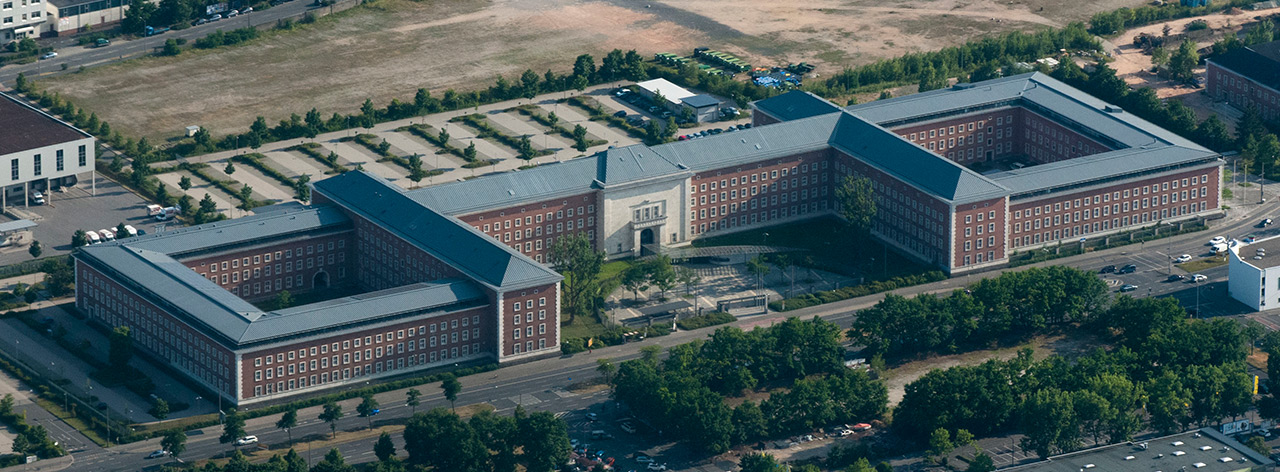
Luftbild von Norden (2014)

Die SS-Kaserne ist ein denkmalgeschützter:123 Gebäudekomplex im Süden der Stadt Nürnberg in Bayern.

## Geografie
Das knapp 19 Hektar große, völlig ebenerdige Gelände liegt in der Nürnberger Gemarkung Gibitzenhof auf einer Höhe von 322 m ü. NN. Naturräumlich befindet es sich auf einer Sandbank des Urstromtales der Pegnitz. Es erstreckt sich von der nördlich gelegenen, heutigen Frankenstraße 200–224 östlich bis zu der Münchener Straße, südlich bis zu der Ingolstädter Straße und westlich bis zu der Tiroler Straße.

## Geschichte
Im Jahr 1936 war in der Planung zum Reichsparteitagsgelände noch keine Kaserne vorgesehen. Doch die SS, die den Wachdienst für das Gelände stellte, wünschte eine. Außerdem wollte die SS eine Erweiterung ihrer Zuständigkeiten erreichen und eigene Truppenverbände aufstellen – dazu wurden Kasernen benötigt. Im März 1936 begann SS-Gruppenführer Ernst-Heinrich Schmauser die Planung zur Unterbringung eines SS-Sturmbannes Nürnberg, 1937 wählte das Nürnberger Stadterweiterungsamt ein Gelände an der Frankenstraße aus. Im Juli des Jahres beauftragte der Reichsführer SS Heinrich Himmler den Generalbauinspekteur Albert Speer, in drei Monaten Baupläne vorzulegen. Wegen der schnellen Planung wurde der zusätzlich nötige Aufwand wie die Verlegung von Firmen, Versorgungsleitungen, Straßen und Gleisen nicht geprüft.
Nach einer Besichtigung des Bauplatzes durch Himmler gemeinsam mit Speer und dem Nürnberger Oberbürgermeister Willy Liebel wurde eine Erweiterung der Pläne beschlossen und Franz Ruff als Architekt beauftragt. Ruff leitete auch den Bau des benachbarten Reichsparteitagsgeländes. Im Folgenden mischte sich auch Adolf Hitler in die chaotisch verlaufende Bauplanung ein. Beispielsweise wurde von Ruff ein Bauplan eingereicht, ohne dass Entschädigungsfragen geklärt oder ein Bauträger genannt wurde.

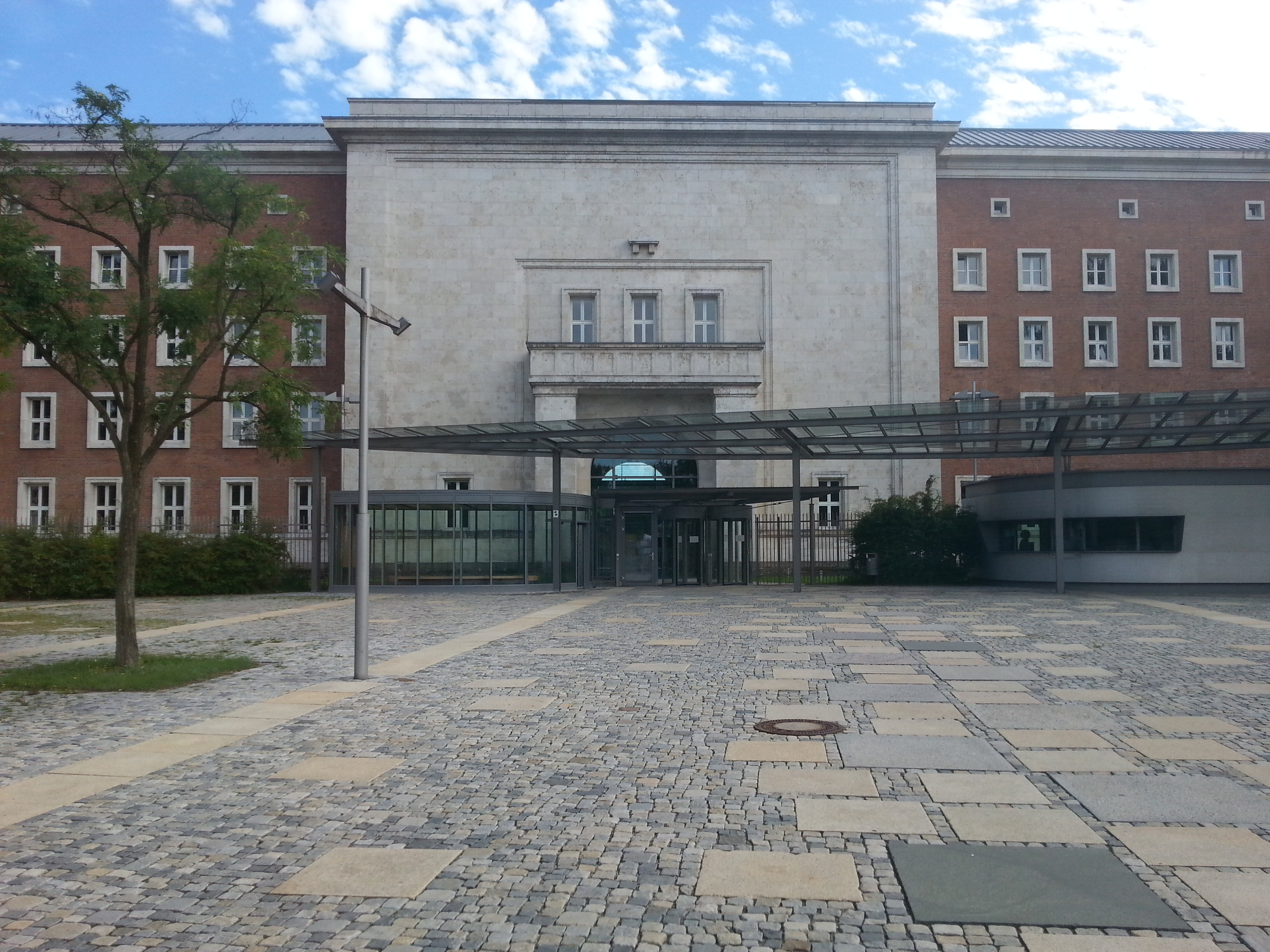
Hauptportal (2019)

Im September 1937 ordnete Hitler den sofortigen Baubeginn an, zum Parteitag 1938 sollte die Unterkunft fertiggestellt sein – doch erst am 20. Oktober begannen die Arbeiten. Auf Hitlers Wunsch wurden die vor dem Gebäude verlaufenden Straßenbahngleise unterirdisch verlegt. Die Kosten wurden auch durch zusätzliche Forderungen von Ruff in die Höhe getrieben. Am 2. Juni 1939 wurde das Richtfest des Hauptgebäudes gefeiert, bis 1940 der Gebäudekomplex weitgehend fertiggestellt. Offiziell wurde er immer SS-Unterkunft, nie Kaserne, genannt.
Nach zeitgenössischer Darstellung wurden 175.000 m² Fläche bebaut, 4500 Fenster sowie 3500 Türen eingebaut. Neben dem Hauptgebäude mit zwei Seitenflügeln standen um den zentralen Exerzierplatz einige Nebengebäude: ein Küchenbau (nicht mehr vorhanden), ein Mannschaftskasino (der heutige H-Bau), ein Pferdestall und Garagen. Direkt an der Frankenstraße lag das Führerheim (der heutige Z-Bau).
Allein das Hauptgebäude (mit Keller, Erdgeschoss, zwei Obergeschossen und einem Dachgeschoss) hatte 1000 Räume.
Über dem Haupteingang hing ein großer Adler, die Decken waren mit Mosaiken bedeckt, die von Max Körner entworfen wurden. Der Boden des Festsaals bestand aus Marmormosaik in Form von Hakenkreuzbändern.
„Der palastartige, geschlossene Monumentalbau wurde in den neunziger Jahren als ‚bedeutsamste Kasernenanlage des Dritten Reiches‘ in Deutschland eingestuft.“
Während des Zweiten Weltkrieges wurden Funker für verschiedene Einheiten ausgebildet. Außerdem hatte die SS-Nachrichten-Ersatzabteilung (Nürnberg) hier ihren Sitz. Ab Mai 1940 waren auch Polizisten stationiert, die Polizei-Division-Nachrichten-Abteilung wurde 1942/43 in die Waffen-SS übernommen. Im Mai 1940 kamen Häftlinge aus dem KZ Flossenbürg für Bau- und andere Arbeiten in die Kaserne.
Als in der Schlacht um Nürnberg im April 1945 das Gebiet von der 7. US-Armee erobert wurde, leisteten deutsche Einheiten von der SS-Kaserne aus letzten Widerstand. Am 18. April wurde die Kaserne von Soldaten der 45. US-Infanteriedivision eingenommen.

## Nachnutzung

### US Army
Außer einigen Infanterie-Einschusslöchern am Hauptgebäude wurde die Kaserne im Zweiten Weltkrieg kaum beschädigt. Noch im April 1945 wurde der Gebäudekomplex in Merrell Barracks umbenannt, nach einem gefallenen Soldaten der 3. US-Infanteriedivision.
In den leeren Gebäuden wohnten nun ehemalige ausländische Zwangsarbeiter, die sogenannten Displaced Persons. Von Anfangs 30.000 waren im Juni 1945 noch 13.300 in Nürnberg und die Hälfte wohnte im Lager SS-Kaserne, teils in Zelten auf dem Exerzierplatz. Nachdem die letzten Bewohner 1946 die Kaserne verlassen hatten, wollte die Stadt Nürnberg die Gebäude nutzen, doch 1948 übernahm die US-Armee die seit Kriegsende amtlich als Südkaserne bezeichnete ehemalige SS-Unterkunft.
Ab 1952 war dort das 2. US-Kavallerieregiment (2nd Armored Cavalry Regiment, 2nd ACR) stationiert. Zwischen 1955 und 1958 nahm im Zuge der Gyroscope-Truppenrotation das 3. US-Kavallerieregiment seinen Platz ein. Das ca. 2300 Mann starke 2. US-Kavallerieregiment sicherte während des Kalten Krieges die Grenze zur Tschechoslowakei zwischen Hof und Zwiesel. Die Große Straße wurde als Landebahn verwendet, bis 1968 der Flugplatz Army Airfield Feucht nördlich des Geländes der ehemaligen Muna Feucht fertiggestellt wurde.
Seit den 1950er Jahren luden die Amerikaner am jährlichen Tag der offenen Tür die Bevölkerung in die Kaserne ein. In den 1970er Jahren wurde der marode Zustand der Kaserne kritisiert. Erst 1985 wurden die seit langem von Nachbarn geforderten Maßnahmen zur Lärmreduzierung von Generatoren und Maschinen umgesetzt. 1986 wurden Fassade und Fenster erneuert.
Kurze Zeit nach der Wende wurde das 2. US-Panzeraufklärungsregiment 1990 nach Saudi-Arabien verlegt und nahm 1991 am Golfkrieg teil. Der vollständige Abzug aus Nürnberg zurück in die USA nach Fort Lewis wurde 1992 durchgeführt. Im September 1992 wurde die Kaserne an die Bundesrepublik Deutschland zurückgegeben.

### Bundesamt für Migration und Flüchtlinge
Ab April 1991 wurde die weitere Nutzung des 18 ha großen Geländes diskutiert. Die Stadt-, Landes- und Bundesbehörden signalisierten Interesse und im März 1992 wurde klar, dass das Bundesamt für Migration und Flüchtlinge (BAMF) den Zuschlag bekommen würde. Mitte 1993 begann der Umbau des Hauptgebäudes in ein Bürogebäude der etwa 122 Mio. DM kostete und seither für ca. 1000 Mitarbeiter Büroräume bietet. Der Eingangsbereich und ein Kantinenbau wurden neu errichtet. Bis Dezember 1996 zog das Amt mit den Abteilungen Grundsatz und Zentrale Verwaltung ein. Asylverfahren und Bescheide werden nicht hier, sondern in den über das Land verteilten Außenstellen bearbeitet. Dieser Gebäudeteil (Frankenstraße 210) ist als Baudenkmal geschützt.

### Weitere Behörden
Der UNHCR, das Bundesamt für Güterverkehr, das ITZ Bund sowie die Bundespolizei und der Verfassungsschutz unterhalten Zweigstellen in dem Gebäude.
Seit dem Jahr 2000 wird der Westflügel von der Bundeszollverwaltung genutzt. Das Hauptzollamt Nürnberg sowie das Zollfahndungsamt München – Dienstsitz Nürnberg, sind mit insgesamt ca. 400 Beschäftigten in dem Gebäude untergebracht.
Für Warenabfertigungen von Ein- und Ausfuhren sowie von Postsendungen sind die Zollämter des Hauptzollamts Nürnberg am Nürnberger Hafen, Flughafen Nürnberg, sowie in Ansbach, Erlangen-Tennenlohe und Weißenburg zuständig.

### Möbelhaus

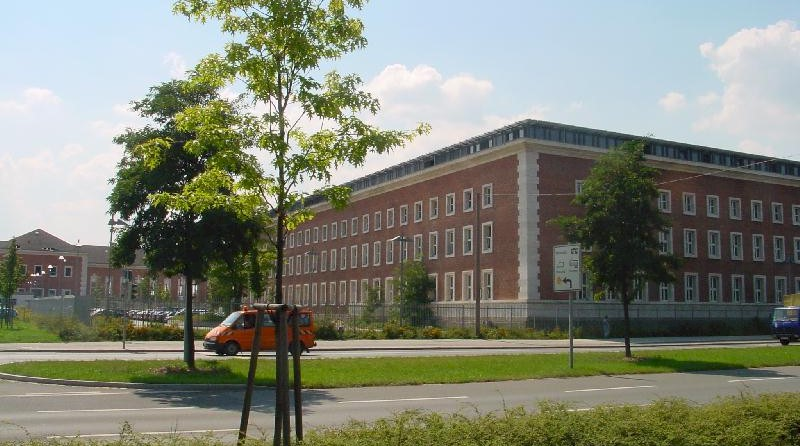
Östlicher Teil von Norden (2000)

Auf dem östlichen Teil des ehemaligen Kasernengeländes, an der Münchner Straße, wurde ein großes Möbelhaus errichtet. Die Ummauerung rings um den Exerzierplatz sowie die ehemaligen Pferdeställe wurden hierfür abgerissen.

### Z-Bau – Haus für Gegenwartskultur
Dieser Gebäudeteil (Frankenstraße 200) ist als Baudenkmal geschützt.:123
Der Z-Bau ist seit den 1990er Jahren ein etablierter Schauplatz des Kunst- und Kulturgeschehens im Nürnberger Süden. Nach einer umfassenden Renovierung des Objektes zum Anfang der 2010er Jahre wurde der Z-Bau am 2. Oktober 2015 als ein Kulturhaus der Stadt Nürnberg wiedereröffnet. Seither findet dort wieder ein reger Kulturbetrieb statt, mit einem Schwerpunkt auf Konzertveranstaltungen.